# Svanshals distrikt
Svanshals distrikt är ett distrikt i Ödeshögs kommun och Östergötlands län. 
Distriktet ligger nordost om Ödeshög. 

## Tidigare administrativ tillhörighet
Distriktet inrättades 2016 och utgörs av socknen Svanshals i Ödeshögs kommun.
Området motsvarar den omfattning Svanshals församling hade vid årsskiftet 1999/2000.